# Benestare
Benestare es un municipio sito en el territorio de la provincia de Reggio Calabria, en Calabria (Italia).

## Demografía
| Gráfica de evolución demográfica de Benestare entre 1861 y 2011 |
|                                                                 |
| Fuente ISTAT - elaboración gráfica a cargo de Wikipedia         |